# Table des caractères Unicode/U10480
Cette page contient des caractères spéciaux ou non latins. S’ils s’affichent mal (▯, ?, etc.), consultez la page d’aide Unicode.
Table des caractères Unicode U+10480 à U+104AF.

## Osmanya
Symboles utilisés pour l’écriture osmanya.

### Table des caractères
| en fr   | 0 | 1 | 2 | 3 | 4 | 5 | 6 | 7 | 8 | 9 | A | B | C | D | E | F |
| U+10480 | 𐒀 | 𐒁 | 𐒂 | 𐒃 | 𐒄 | 𐒅 | 𐒆 | 𐒇 | 𐒈 | 𐒉 | 𐒊 | 𐒋 | 𐒌 | 𐒍 | 𐒎 | 𐒏 |
| ------- | - | - | - | - | - | - | - | - | - | - | - | - | - | - | - | - |
| U+10490 | 𐒐 | 𐒑 | 𐒒 | 𐒓 | 𐒔 | 𐒕 | 𐒖 | 𐒗 | 𐒘 | 𐒙 | 𐒚 | 𐒛 | 𐒜 | 𐒝 |   |   |
| U+104A0 | 𐒠 | 𐒡 | 𐒢 | 𐒣 | 𐒤 | 𐒥 | 𐒦 | 𐒧 | 𐒨 | 𐒩 |   |   |   |   |   |   |